# Brno (huyện)
Huyện Brno (tiếng Séc: Okres Brno) là một huyện (okres) nằm trong vùng Nam Moravia của Cộng hòa Séc. Huyện Brno có diện tích 230 km², dân số năm 2002 là 729509 người. Thủ phủ huyện đóng ở Brno. Huyện này có 1 khu tự quản.

## Các khu tự quản
Huyện Brno có 1 khu tự quản sau: